# Formofoss Station
Formofoss Station (Formofoss stasjon) er en tidligere jernbanestation på Nordlandsbanen, der ligger i Grong kommune i Norge.
Stationen åbnede 30. november 1929, da banen blev forlænget fra Snåsa til Grong. Betjeningen med persontog ophørte 29. maj 1988, hvor stationen samtidig blev nedgraderet til trinbræt. 28. maj 1989 fik den status som læssespor. I 2011 var der planer om at opgradere den til tømmerterminal, hvilket efterfølgende blev realiseret.
Stationsbygningen blev opført i 1926 efter tegninger af Bjarne Friis Baastad fra NSB Arkitektkontor. Den toetages bygning er udført i træ i laftekonstruktion og rummede oprindeligt ventesal, ekspedition og telegraf i stueetagen, mens der var tjenestebolig på første sal. Derudover er der en tilbygning i bindingsværk, der oprindeligt fungerede som pakhus. Baastad stod desuden for en toiletbygning, der senere blev ombygget til lager, mens R. Werenskiold stod for to banevogterboliger med tilhørende udhuse.